# Sofia Mechetner
Sofia Mechetner (4 de diciembre de 2000) es una modelo israelí y el rostro de Dior desde julio de 2015. En su primer trabajo en el modelaje, Mechetner abrió el evento de Dior Haute Couture de otoño/invierno 2015/2016 en la Paris Fashion Week, y en octubre de ese mismo año abrió el Dior Spring Summer 2016 Show en la Paris Fashion Week. Su contrato anual de 1 millón de Shekels (unos 240.000 euros) con Dior fue renovado en 2016.
En 2017, firmó un contrato con Chanel. En 2017, desfiló para Marc Jacobs, Miu Miu, Alexander McQueen, Mugler, Stella McCartney, Sonia Rikel, Eli Saab, Karl Lagerfeld, Valentino, y H&M, como también formó parte de las campañas de Ralph Lauren.